# Franck Villard (musicien)
Pour les articles homonymes, voir Franck Villard.
Franck Villard, né en 1966 à Grenoble, est un chef d'orchestre et compositeur de musique classique français.

## Biographie
Né en 1966, Franck Villard étudie tout d'abord au conservatoire de Grenoble, sa ville natale. Il intègre ensuite le Conservatoire national supérieur de musique et de danse de Paris dans les classes d'harmonie, contrepoint, fugue, orchestration, accompagnement au piano et direction d’orchestre.
Il fait ses débuts en tant que chef de chant, puis s’oriente vers la direction d’orchestre, se produisant à la tête de grandes formations françaises ou européennes. Il assiste notamment des chefs comme Michel Plasson, Marco Armiliato, Tomas Netopil, Michaïl Jurowsky, Claus-Peter Flor, Michael Schonwandt, Daniele Callegari.
Franck Villard est également compositeur, il est l'auteur des pièces Ténèbres du Jeudi Saint, pour choeur a cappella, Quasi una Fantasia pour orgue (2007) et Ex Abrupto (version pour orgue, 2014, version pour orchestre, 2021), Ariadne Theseo (monologue dramatique pour mezzo-soprano et orchestre),, L’Enfant et la Nuit (conte lyrique sur un livret d’Olivier Balazuc), ainsi que de plusieurs transcriptions et orchestrations.

## Enregistrements
En 2019, le choeur Cori Spezzati enregistre en première mondiale Ténèbres du Jeudi Saint, ainsi que Christus factus est pour chœur a cappella, sous la direction de Olivier Opdebeeck, disque sorti en 2020. Le Christus factus est est fondé sur l'échelle énigmatique qui a également inspiré Giuseppe Verdi.